# Feokromocytom
Feokromocytom är en ovanlig endokrin tumörsjukdom ursprungen ur binjuremärgen. Tumörerna producerar ofta adrenalin och/eller noradrenalin. Likartade tumörer kan även uppstå i anslutning till sympatiska eller parasympatiska ganglier och kallas då paragangliom. Majoriteten av alla feokromocytom är benigna och ger inte upphov till metastaser. Upp till 40% av sjukdomsfallen anses ha en ärftlig orsak. Ett flertal sjukdomsalstrande gener är identifierade, och bärarskap kan bestämmas med genetisk analys. Sjukdomen kan ingå i syndromen MEN2, von Hippel-Lindaus sjukdom och hereditära paragangliom.

## Symptom
Hypertoni är vanligt, ofta kommande attackvis. Huvudvärk, svettningar och hjärtklappning förekommer nästan alltid. Man behöver dock inte ha några symtom. Orsaken till symtomen är den ökade frisättningen av adrenalin och noradrenalin i blodbanan. 

## Utredning
Fritt och dygnsurinmängd av katekolaminer och metoxykatekolaminer ska mätas. Vid de flesta feokromocytom är insöndringen av katekolaminer 2-3 gånger över det normala. Datortomografi (DT, engelska CT), magnetresonanstomografi (MR) eller scintigrafi kan användas för att lokalisera tumören.

## Behandling
Kirurgiskt borttagande ska om möjligt ske. Innan borttagning medicineras det med alfa1-receptorblockerare för att förebygga instabilt blodtryck under operationen. Ingen väletablerad behandling finns för metastaserad sjukdom. Olika kombinationer av kemoterapi används, liksom radioterapi. 